# 阿爾米納鎮區 (密歇根州)
阿爾米納鎮區（英語：Almena Township）是位於美國密歇根州范布倫縣的一個行政鎮區。

## 地方資料
阿爾米納鎮區的面積為90.10平方千米，當中陸地面積為89.30平方千米，而水域面積為0.80平方千米。根據2020年美國人口普查的數據，當地共有人口5308人，而人口密度為每平方千米58.91人。